# إيلين داي ويليام
إيلين داي ويليام (بالإنجليزية: Ellen Day Hale)‏ هي رسامة أمريكية، ولدت في 11 فبراير 1855 في ورسستر في الولايات المتحدة، وتوفيت في 11 فبراير 1940 في بروكلين في الولايات المتحدة.